# Льгота-Велька (гміна)
Гміна Льгота-Велька (пол. Gmina Lgota Wielka) — сільська гміна у центральній Польщі. Належить до Радомщанського повіту Лодзинського воєводства.
Станом на 31 грудня 2011 у гміні проживало 4365 осіб.

## Площа
Згідно з даними за 2007 рік площа гміни становила 63.08 км², у тому числі:
- орні землі: 89.00%
- ліси: 6.00%

Таким чином, площа гміни становить 4.37% площі повіту.

## Населення
Станом на 31 грудня 2011:
| Опис     | Загалом | Загалом | Чоловіки | Чоловіки | Жінки | Жінки |
| -------- | ------- | ------- | -------- | -------- | ----- | ----- |
| одиниця  | осіб    | %       | осіб     | %        | осіб  | %     |
| все      | 4365    | 100     | 2155     | 49.37    | 2210  | 50.63 |
| міське   | 0       | 100     | 0        |          | 0     |       |
| сільське | 4365    | 100     | 2155     | 49.37    | 2210  | 50.63 |

## Сусідні гміни
Гміна Льгота-Велька межує з такими гмінами: Добришице, Клещув, Ладзіце, Стшельце-Вельке, Сульмежице.